# Conditori Lundagård
Conditori Lundagård var ett kafé vid Lundagård i Lunds centrum. Dess anor sträckte sig tillbaka till 1870-talet. Konditoriet stängde 2009.

## Historik
En föregångare var "Konditoriet vid Lundagård" som hade öppnats år 1875 av en J. M. Bohman på Kyrkogatan 11-13. Det flyttade senare till Tegnérsplatsen 2.
Huset på Kyrkogatan 17 där konditoriet skulle ligga stod klart 1911, men lokalen stod tom fram till 1913 när konditor Frans Clarberg från Malmö öppnade "Conditori Lundagård". 1923 togs konditoriet över av systrarna Elsa och Margaret Åkesson.
1946 lämnade systrarna Åkesson över verksamheten till Thure Collbring. Familjen Collbring kom att driva konditoriet under resten av 1900-talet;  paret Boris och Gun Collbring fram till år 2003.
Därefter bytte konditoriet ägare vid ett flertal tillfällen och den 19 januari 2009 försattes det i konkurs. Ett antal personer visade strax efter konkursbeskedet intresse för att ta över verksamheten, men de sanitära förhållandena visade sig vara bristfälliga och kräva dyra saneringar. År 2011 påbörjades en helrenovering, och under hösten öppnade en cocktailbar och restaurang i lokalerna.

## Övrigt
Konditoriet var känt för sina "japanare", bakelser och tårtor baserade på maräng och chokladfondant.
Conditori Lundagård uppmärksammades av Fredrik Lindström i det avsnitt av tv-serien Svenska dialektmysterier som handlade om skånska. Lindström visade där på den kontinentala service som erbjuds på kaféer, exempelvis i form av bordsservering, vilket skulle vara utmärkande för sydligare regioner.
Konditoriet förekommer som miljö i flera av böckerna i Mårten Sandéns serie om Petrinideckarna.